# J. M. Troska

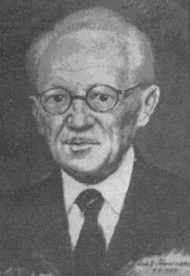
J. M. Troska

J. M. Troska (* 3. August 1881 in Valašské Klobouky; † 3. September 1961 in Prag) war tschechischer Schriftsteller, der sich insbesondere Sci-Fi-Romanen für Jugendliche widmete. Geboren als Jan Matzal, schrieb er unter dem Pseudonym J. M. Troska und teilweise auch Jan Merfort, 1947 ließ er seinen Namen auf Jan Troska ändern.

## Leben
Troska studierte an der Handelsschule in Brünn und arbeitete danach in einigen Maschinenfabriken und Stahlwerken, unter anderem in Pilsen und Mladá Boleslav. Weil er verschiedene Sabotageakte der Arbeiter deckte, wurde er 1917 an die Front in Italien geschickt. 1921–1926 lebte er in Jugoslawien und arbeitete in einem Maschinenwerk. Nach seiner Rückkehr in die Tschechoslowakei arbeitete er in Hradec Králové in der Firma Ježek für die Herstellung von Elektroanlagen. Troska, der an Morbus Menière litt, wurde in seinem 49. Lebensjahr pensioniert.
In den 1930er und 1940er Jahren schrieb Troska einige Sci-Fi-Romane. Obwohl er die amerikanische Literatur nicht kannte, hat er viele eigene Ideen eingebaut, so verwendet er das Konzept einer interstellaren Föderation zwei Jahre vor Isaac Asimov in seinem Foundation-Zyklus. Er ließ sich ebenfalls durch die Romane von Jules Verne inspirieren. Selbst in technischen Berufen tätig gewesen, hat er physikalische Gesetze häufig eigenwillig zur Seite geschoben.

## Werke
(Auswahl)
- Kapitán Nemo I. Nemova říše.  Praha: Toužimský a Moravec 1939
- Kapitán Nemo II. Rozkazy z éteru  Praha: Toužimský a Moravec 1939
- Kapitán Nemo III. Neviditelná armáda Praha: Toužimský a Moravec 1939
- Peklo v ráji.  Praha: Toužimský a Moravec 1941
- Pistole míru. Praha: Toužimský a Moravec 1941
- Planeta Leon I. Praha: K. Červenka 1943
- Planeta Leon II. Praha: K. Červenka 1944
- Vládcové vesmíru.  Mladý technik 1947. Praha
- Záhadný ostrov. Praha: V. Šeba 1941
- Zápas s nebem I. Smrtonoš Praha: Toužimský a Moravec 1940
- Zápas s nebem II. Podobni bohům Praha: Toužimský a Moravec 1940
- Zápas s nebem III. Metla nebesPraha: Toužimský a Moravec 1941